# Buenavista del Norte
Buenavista del Norte er en by og kommune i det sydvestlige Spanien på øen Tenerife i provinsen Santa Cruz de Tenerife, De Kanariske Øer. Den har et indbyggertal på 4.680 (2024) indbyggere.